# Senlisse
Senlisse és un municipi francès, situat al departament d'Yvelines i a la regió de Illa de França. L'any 2007 tenia 538 habitants.
Forma part del cantó de Maurepas, del districte de Rambouillet i de la Comunitat de comunes de la Haute Vallée de Chevreuse.

## Demografia

### Població
El 2007 la població de fet de Senlisse era de 538 persones. Hi havia 198 famílies, de les quals 45 eren unipersonals (12 homes vivint sols i 33 dones vivint soles), 62 parelles sense fills, 83 parelles amb fills i 8 famílies monoparentals amb fills.
La població ha evolucionat segons el següent gràfic:
Habitants censats

### Habitatges
El 2007 hi havia 250 habitatges, 210 eren l'habitatge principal de la família, 24 eren segones residències i 16 estaven desocupats. 234 eren cases i 14 eren apartaments. Dels 210 habitatges principals, 181 estaven ocupats pels seus propietaris, 20 estaven llogats i ocupats pels llogaters i 9 estaven cedits a títol gratuït; 5 tenien una cambra, 10 en tenien dues, 29 en tenien tres, 35 en tenien quatre i 130 en tenien cinc o més. 160 habitatges disposaven pel capbaix d'una plaça de pàrquing. A 79 habitatges hi havia un automòbil i a 126 n'hi havia dos o més.

### Piràmide de població
La piràmide de població per edats i sexe el 2009 era:
| Homes | Edats   | Dones |
| ----- | ------- | ----- |
| 0     | 95 o +  | 0     |
| 4     | 90 a 94 | 4     |
| 0     | 85 a 89 | 8     |
| 0     | 80 a 84 | 0     |
| 12    | 75 a 79 | 8     |
| 16    | 70 a 74 | 12    |
| 4     | 65 a 69 | 16    |
| 12    | 60 a 64 | 8     |
| 20    | 55 a 59 | 16    |
| 12    | 50 a 54 | 20    |
| 12    | 45 a 49 | 20    |
| 16    | 40 a 44 | 12    |
| 36    | 35 a 39 | 20    |
| 20    | 30 a 34 | 28    |
| 8     | 25 a 29 | 4     |
| 4     | 20 a 24 | 16    |
| 8     | 15 a 19 | 4     |
| 16    | 10 a 14 | 12    |
| 28    | 5 a 9   | 24    |
| 8     | 0 a 4   | 16    |

## Economia
El 2007 la població en edat de treballar era de 357 persones, 252 eren actives i 105 eren inactives. De les 252 persones actives 227 estaven ocupades (123 homes i 104 dones) i 24 estaven aturades (11 homes i 13 dones). De les 105 persones inactives 32 estaven jubilades, 39 estaven estudiant i 34 estaven classificades com a «altres inactius».

### Ingressos
El 2009 a Senlisse hi havia 205 unitats fiscals que integraven 539 persones, la mediana anual d'ingressos fiscals per persona era de 34.351 €.

### Activitats econòmiques
Dels 40 establiments que hi havia el 2007, 1 era d'una empresa de fabricació de material elèctric, 3 d'empreses de construcció, 4 d'empreses de comerç i reparació d'automòbils, 1 d'una empresa de transport, 2 d'empreses d'hostatgeria i restauració, 6 d'empreses d'informació i comunicació, 1 d'una empresa financera, 2 d'empreses immobiliàries, 15 d'empreses de serveis, 1 d'una entitat de l'administració pública i 4 d'empreses classificades com a «altres activitats de serveis».
Dels 2 establiments de servei als particulars que hi havia el 2009, 1 era un paleta i 1 restaurant.
L'únic establiment comercial que hi havia el 2009 era una floristeria.
L'any 2000 a Senlisse hi havia 5 explotacions agrícoles.

## Equipaments sanitaris i escolars
El 2009 hi havia una escola elemental.

## Poblacions més properes
El següent diagrama mostra les poblacions més properes.